# Liste der Außenlager des KZ Stutthof
Das Konzentrationslager Stutthof und seine Außenlager  wurden von der deutschen Besatzungsmacht in und um Danzig (heute polnisch: Gdańsk) mit dem deutschen Überfall auf Polen 1939 eingerichtet. Das KZ Stutthof wurde als letztes Konzentrationslager am 9. Mai 1945 von den Roten Armee befreit. Es hatte insgesamt 39 Außenlager.

## Nebenlager oder Außenkommandos
Die Nebenlager oder Außenkommandos werden hier zunächst alphabetisch aufgezählt. Inwieweit die Bezeichnung oder der Status des Lagers Auswirkungen auf den Alltag der Gefangenen in den verschiedenen Standorten hatte, ist zunächst unbekannt. (heutiger Ortsname)

### Außenarbeitslager
- Außenarbeitslager AEG Thorn-Winkenau (heute Toruń (Krowiniec))
- Außenarbeitslager Bromberg-Brahnau (heute Bydgoszcz)
- Außenarbeitslager Bromberg-Ost
- Außenarbeitslager Bruss (heute Brusy)
- Außenarbeitslager Danziger Werft
- Außenarbeitslager Schichau-Werft Danzig
- Außenarbeitslager Schichau Werft Elbing (heute Elbląg)
- Außenarbeitslager Deutsche Werke Gotenhafen (heute Gdynia)
- Außenarbeitslager Gerdauen (heute Schelesnodoroschny, RUS)
- Außenarbeitslager Heiligenbeil (heute Mamonowo, RUS)
- Außenarbeitslager Jesau (heute Juschny, RUS)
- Außenarbeitslager Königsberg (heute Kaliningrad, RUS)
- Außenarbeitslager Marine-Bauleitung Danzig-Holm
- Landkreis Danzig:
  - Außenarbeitslager Praust (heute Pruszcz Gdański)
  - Außenarbeitslager Russoschin bei Praust
- Außenarbeitslager Rosenberg (heute Susz)
- Außenarbeitslager Schippenbeil (heute Sępopol)
- Außenarbeitslager Seerappen (heute Ljublino, RUS)
- Außenarbeitslager Stolp (Reichsbahnausbesserungswerk Stolp, heute Słupsk)

### Außenkommandos
- Außenkommando Adlershorst (heute Gdynia-Orłowo)
- Außenkommando Betonfabrik Danzig
- Außenkommando Kleinbahn Tiegenhof (heute Żuławska Kolej Dojazdowa|)
- Außenkommando Lauenburg (heute Lębork)
- Außenkommando Neuteich (heute Nowy Staw)
- Außenkommando Pelplin
- Außenkommando Preußisch Stargard (heute Starogard Gdański)
- Außenkommando Schönwarling (heute Skowarcz)
- Außenkommando Weßlinken (heute Wiślinka)
- Außenkommando Ziegelei Tiegenhof (heute Nowy Dwór Gdański)
- Außenkommando Ziegelei Zigankenberg (heute Gdańsk Suchanino)

### Außenlager und Außenstellen
- Männeraußenlager und Frauenaußenlager Graudenz (heute Grudziądz) 1939–1943[1]
- Außenlager Pölitz bei Stettin (Hydrierwerke Pölitz AG; heute Police)
- Außenstelle Elbing des Zivilgefangenenlagers Stutthof, Elbing (heute Elbląg)
- Außenstelle Grenzdorf (in Grenzdorf B, heute Płonina (Sztutowo))
- Außenstelle Matzkau bei Danzig (heute Maćkowy)
- Außenstelle Pröbbernau (heute Przebrno)
- Außenstelle Westerplatte
- Außenstelle Zeyerniederkampen (heute Kępiny Wielkie)
- Außenstelle Hopeehill bei Reimannsfelde (heute Nadbrzeże)
- Baukommando Weichsel (Organisation Todt in Thorn, heute Toruń), und in Korben, (heute Chorab)

(Anmerkung: Der Begriff „Außenkommando“ wird dann im engeren Sinn verwendet, wenn nicht von einer separaten Unterbringung die Rede ist, aus der die Häftlinge tagsüber zu einer Zwangsarbeit gebracht werden und dorthin zum Schlafen zurückkehren. Eine Liste solcher Zwangsarbeit-Einsatzstellen (Firmen, staatliche oder private Stellen) befindet sich auf der Seite des KZ-Museums Stutthof.)